# Klór
A klór a periódusos rendszer kémiai elemeinek egyike. Vegyjele Cl, rendszáma 17. Nyelvújításkori elnevezése halvany. Standard nyomáson és hőmérsékleten sárgászöld színű, erősen mérgező kétatomos gáz. A klór a hetedik főcsoport eleme, azaz a halogének közé tartozik, közülük a második legkönnyebb. A periódusos rendszerben a kén és az argon között helyezkedik el. Vegyértékelektron-szerkezete 3s2 3p5. A periódusos rendszer elemei közül a klórnak a legnagyobb az elektronaffinitása, egyben a harmadik legnagyobb elektronegativitású elem a fluor és az oxigén után. Ennek köszönhetően a klór erős oxidálószer, szabad állapotban ritka, legtöbbször csak vulkanikus gázokban található meg elemi formában.
A klór leggyakoribb vegyülete, a nátrium-klorid (konyhasó), ősidők óta ismert ételízesítő szer. Klórt kémiai reakcióval először 1630 környékén állítottak elő, de tulajdonságait csak később, 1774-ben írta le Carl Wilhelm Scheele, aki téves módon egy új kémiai elem oxidjának tartotta. 1809-ben kémikusok egy csoportja felvetette annak lehetőségét, hogy az akkor már jórészt ismert gáz nem vegyület, hanem egy kémiai elem, de ezt teljes bizonyossággal csak később, 1810-ben jelentette ki Sir Humphry Davy, aki a görög χλωρóς khlôros (halványzöld) kifejezés nyomán nevezte el klórnak.
A Földön található klór legnagyobb része ionos formában van jelen. A fluor után a második leggyakoribb halogén és a 21. leggyakoribb elem a földkéregben. Szárazföldi lerakódásai azonban eltörpülnek az óceánok és tengerek vizében lévő hatalmas tartalékok mellett, amelyek tömegének a klór 1,9%-át teszi ki. Ipari mennyiségben elemi klórt telített nátrium-klorid oldat elektrolízisével állítanak elő. A klórt erős oxidáló tulajdonsága miatt fehérítőszerként, fertőtlenítőszerként és vegyipari reagensként használják. Az előállított klór kétharmadát szerves vegyületek, műanyagok – például poli(vinil-klorid) előállításánál hasznosítják, de fontos reagens olyan vegyületek előállításánál is, melyek végeredményben nem tartalmaznak klórt. Fertőtlenítőszerként az elemi klórt, illetve klór fejlesztésére képes vegyületeket uszodák vizének tisztításánál használják fel.
Kloridion formájában a klór az élő szervezetek működése szempontjából létfontosságú elem, szabad állapotban, nagy koncentrációban viszont nagyon veszélyes és mérgező minden élőlényre nézve. Klórvegyületek az élőlényekben ritkán fordulnak elő, a mesterséges klórtartalmú szerves vegyületek szervezetre való hatása változó. A légkör felső rétegeiben a klórtartalmú szerves vegyületek szerepet játszanak az ózonréteg elvékonyodásában. A neutrofilekben – a baktériumokra adott immunválasz részeként – kis mennyiségű elemi klór keletkezik a klorid hipoklorittá történő oxidációja során.

## Történet

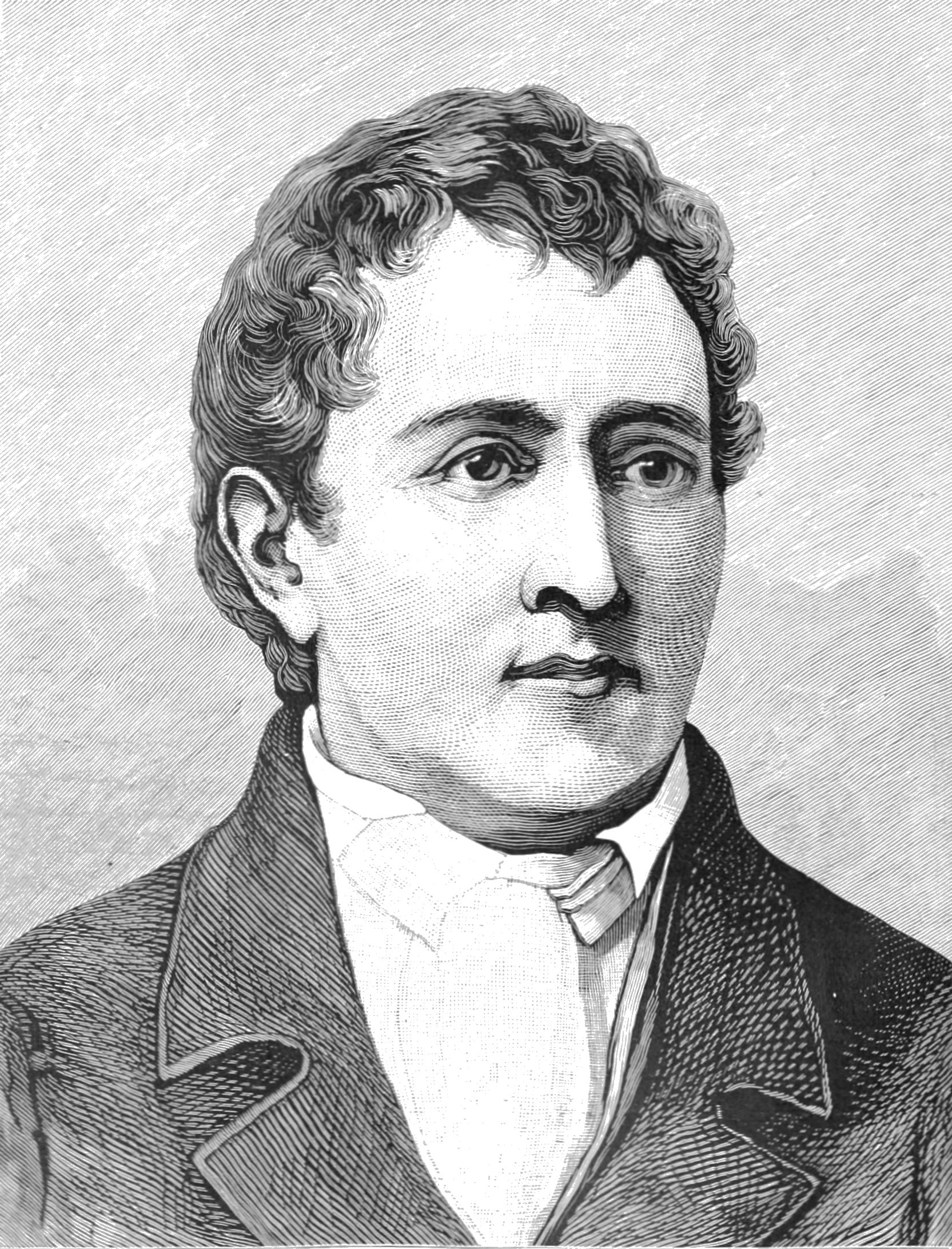
Carl Wilhelm Scheele, a klór felfedezője

A klór leggyakoribb vegyületét, a nátrium-kloridot ősidőktől fogva ismerik, régészeti bizonyítékok szerint a sós vizet már i.e. 6000-ben, a kősót pedig már i.e. 3000-ben is használták tartósításra. Az emberi táplálkozásban betöltött szerepe már az ókorban is jól ismert volt, a Római Birodalomban a tábornokok és tisztek szolgálataiért időnként sóval fizettek. Elemi klórt vélhetően először az 1200-as évek elején fejlesztettek, ugyanis a királyvíz előállításakor klórgáz is képződik, bár ekkor még nem azonosították új elemként. 1630 körül a flamand fizikus és kémikus Jan Baptist van Helmont felismerte, hogy a klór gáz halmazállapotú.
Az elemet először a svéd kémikus Carl Wilhelm Scheele tanulmányozta részletekbe menően és neki tulajdonítható a klór felfedezése is. A klórt hidrogén-klorid mangán-dioxiddal történő oxidációjával állította elő:
4 HCl + MnO2 → MnCl2 + 2 H2O + Cl2
Scheele a klór számos tulajdonságát megfigyelte, többek között sárgászöld színét, a királyvízre emlékeztető szagát, fehérítő hatását, és a rovarokra való halálos hatását. Jóllehet, Scheele azt gondolta, hogy egy vegyületet állított elő, amit „deflogisztonizált marinsavnak” nevezett (a marinsav a sósav korabeli neve volt). Abban az időben elterjedt nézet volt, hogy a savak oxigént tartalmazó vegyületek (ez máig fennmaradt a német és holland nyelvben, ahol az oxigén neve sauerstoff és zuurstof), ezért néhány vegyész, köztük Claude Louis Berthollet azt javasolta, hogy a Scheele által előállított deflogisztonizált marinsav az oxigén és egy még fel nem fedezett elem vegyülete, aminek a muraticum nevet javasolták.
1809-ben Joseph Louis Gay-Lussac és Louis-Jacques Thénard megkísérelte elbontani a deflogisztonizált marinsavat úgy, hogy faszénnel reagáltatták, abban a reményben, hogy szén-dioxid képződése mellett felszabadul a muraticum. Kísérletük nem járt eredménnyel és kiadtak egy beszámolót, amelyben megfontolták annak lehetőségét, hogy a deflogisztonizált marinsav valójában egy elem, de erről nem voltak teljesen meggyőződve. 1810-ben Humphry Davy újra, elvégezte ugyanezt a kísérletet és arra a következtetésre jutott, hogy az anyag egy elem, nem pedig vegyület. Eredményeit még az év november 15-én bejelentette a Royal Society előtt. Az elemnek a klór nevet adta a görög χλωρος (klorosz = zöldessárga) szó után, ami az elem színére utalt. A halogén szót (jelentése „sóképző”) eredetileg a klórra használta Johann Salomo Christoph Schweigger 1811-ben. Később a kifejezést a fluor, a klór, a bróm és a jód általános megnevezéseként használták Jöns Jakob Berzelius 1842-es javaslatára. 1823-ban Michael Faraday elsőként állított elő cseppfolyós klórt, és kimutatta, hogy az akkor „szilárd klórként” ismert anyag klór hidrát (Cl2·H2O).
A klórgázt először a francia Claude Louis Berthollet használta textilanyagok fehérítésére 1785-ben. A modern fehérítők is Bertholletnek köszönhetők, aki 1789-ben először állított elő nátrium-hipokloritot (hypót) a laboratóriumában klórgáz nátrium-karbonát oldaton való átvezetésével. A keletkező folyadék, az „Eau de Javel” nátrium-hipoklorit híg oldata volt. Ez az eljárás nem volt túl hatékony, ezért más módszereket kerestek. A skót vegyész és iparos Charles Tennant oltott mészbe klórgázt vezetve kalcium-hipoklorit (klórmész) oldatot állított elő, melyből kinyerte a szilárd kalcium-hipokloritot (fehérítő por). Ez a vegyület kis mennyiségű elemi klórt fejlesztett és sokkal egyszerűbben szállítható volt, mint a nátrium-hipoklorit, mely vízmentes formában veszélyesen erős és instabil oxidálószer, ezért csak híg vizes oldatban lehetett szállítani. XIX. század végén E. S. Smith szabadalmaztatott egy eljárást a nátrium-hipoklorit gyártására, melyben a nátrium-klorid oldat elektrolízisével, majd a keletkező klórgáz, valamint nátrium-hidroxid reagáltatásával állított elő nátrium-hipokloritot. Ezt a klóralkáli elektrolízisnek nevezett eljárást először 1892-ben mutatták be ipari méretekben és ma is ez az elemi klór és a nátrium-hidroxid elsődleges forrása.
Az 1800-as évek elejétől kezdődően a klórt széles körben kezdték fertőtlenítőszerként alkalmazni. 1847-ben Semmelweis Ignác kötelezte az orvosokat a szülészeti osztályokra történő belépés előtti klóros kézmosásra, amivel drasztikusan sikerült csökkentenie a gyermekágyi lázban meghaltak számát. Az ivóvíz klórozása ma már szinte általános minden fejlett országban. A klórgázt vegyi fegyverként először a német hadsereg alkalmazta az első világháborúban 1915 április 22-én Ypresnél.

## Tulajdonságok

### Fizikai tulajdonságok

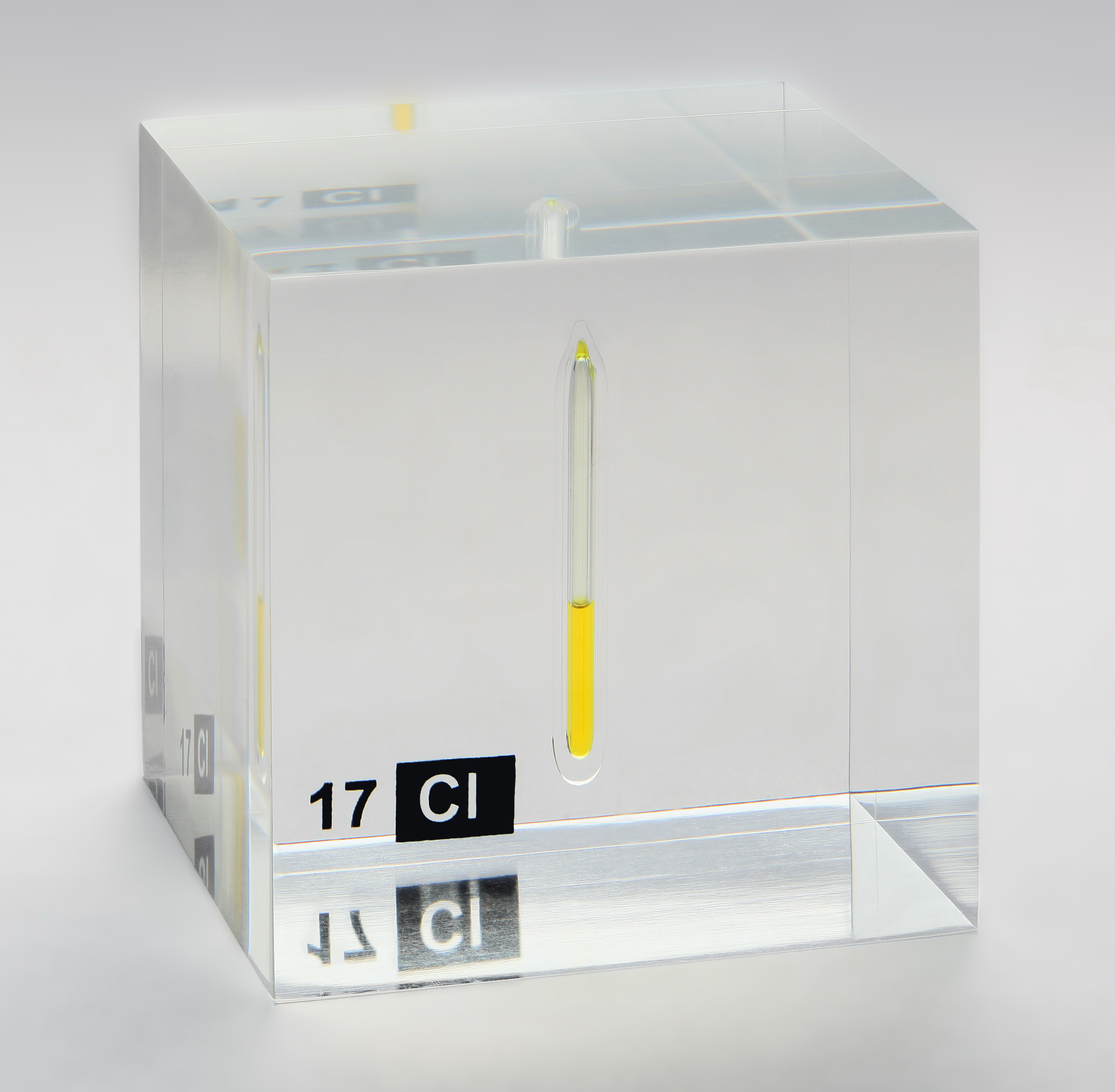
Szobahőmérsékleten, 7,4 bar nyomáson cseppfolyósított klór plexiüvegbe ágyazott kvarc ampullában

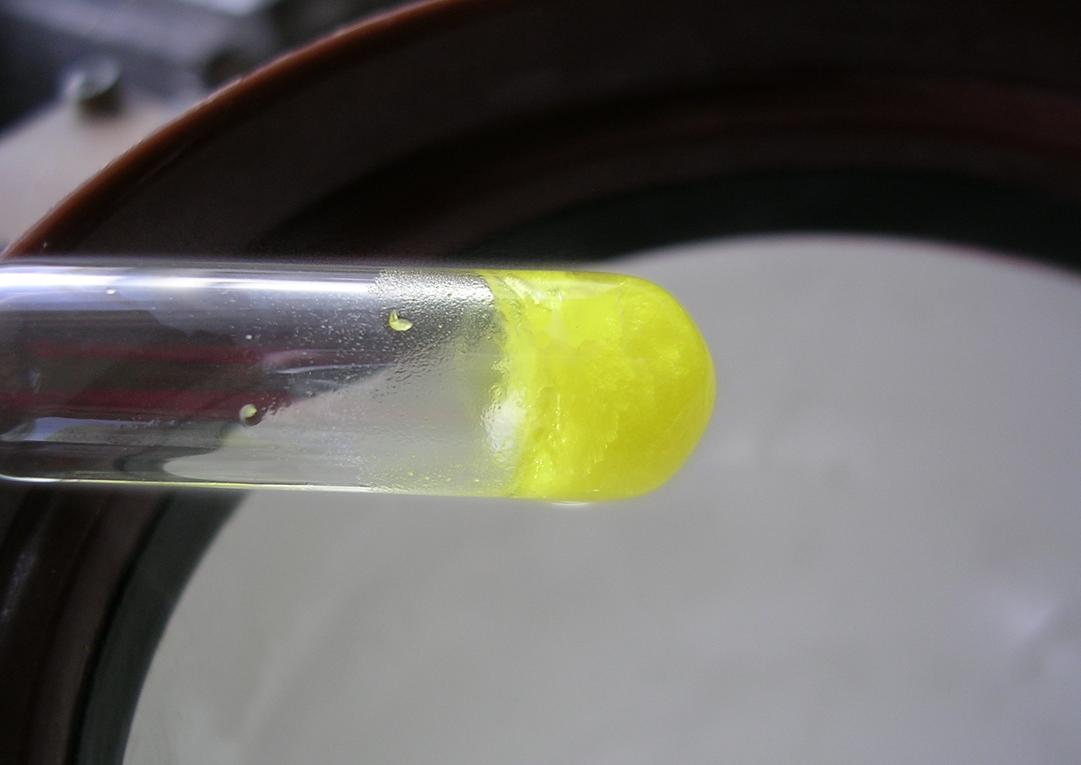
Szilárd klór −150 °C-on

A klór nemfémes elem a periódusos rendszer VII. főcsoportjában, a második legkönnyebb halogén. Tulajdonságai hasonlítanak a fluor, a bróm és a jód tulajdonságaira, és többségében átmenetet képeznek a fluor és a bróm tulajdonságai között. A többi halogénelemhez hasonlóan a klór is hét vegyértékelektronnal rendelkezik, elektronszerkezete [Ne]3s23p5. A nemesgázszerkezet eléréséhez egy elektronja hiányzik, ezért erős oxidálószer és számos elemmel reagál, hogy egy elektron felvételével kialakítsa a stabil elektronoktettet. A periodikus trendeknek megfelelően elektronegativitása a fluor és a bróm kötött van (F: 3,98, Cl: 3,16, Br: 2,96, I: 2,66), és reaktivitása is átmenetet képez a két elem között. A klór a halogének közül a fluor utáni második legerősebb oxidálószer, képes elemi állapotúvá oxidálni a bromidokat és jodidokat, miközben kloriddá alakul. Megfordítva, a kloridion a bromidnál és a jodidnál gyengébb redukálószer, de a fluoridionnál erősebb. Atomsugara a fluor és a bróm atomsugara közti érték, és ennek köszönhetően számos atomi paramétere illeszkedik a klór-bróm-jód triádba, ahol a három elem tulajdonságai, mint az ionizációs energia, elektronaffinitás, disszociációs energia, ionrádiusz és az X−X kötéshossz egyenletesen változik.
A halogének molekulái között gyenge van der Waals-erők hatnak, melyek erőssége az atomok méretével nő. Így a klór olvadáspontja (−101,0 °C) és forráspontja (−34,0 °C) is lényegesen magasabb, mint a fluor olvadás- és forráspontjai (−219,6 °C illetve −188,1 °C), de alacsonyabbak a bróm ugyanezen értékeinél (−7,25 °C illetve 59,5 °C). Az atomtömegekből következő sok másik tulajdonság, például a olvadás- és forráshő, valamint a sűrűség is hasonló tendenciát mutat. A csoportban lefelé haladva a halogének színe is mélyül, így míg a fluor halvány sárgás színű, addig a klór határozottan sárgászöld. Ennek az eltérésnek az oka, hogy a nehezebb halogének a látható hullámhosszokon több fényt nyelnek el. Konkrétan egy halogén színét a legnagyobb energiájú betöltött lazító πg molekulapálya és a legkisebb energiájú betöltetlen σu molekulapálya közti elektronátmenet határozza meg. A hőmérséklet csökkenésével a klór színe halványodik és −195 °C-on már majdnem színtelen.
A szilárd brómhoz és jódhoz hasonlóan a szilárd klór is ortorombos rétegrácsban kristályosodik. A Cl−Cl távolság a molekulán belül 198 pm, ami közel azonos a gázfázisban lévő 199 pm-es kötéshosszal; A Cl···Cl távolság a molekulák közt rétegen belül 332 pm, a rétegek között pedig 382 pm (összehasonlításként a klór van der Waals-rádiusza 180 pm). Ebből a szerkezetből adódóan a klór igen csekély vezetőképességgel rendelkezik, gyakorlatilag egyáltalán nem vezeti az áramot.

### Izotópok
A klórnak két stabil izotópja van, a 35Cl és a 37Cl. A természetben csak ez a két izotóp fordul elő, nagyobb mennyiségben a 35Cl, mely az összes klórnak körülbelül 76%-át alkotja, a 37Cl pedig a maradék 24%-ot teszi ki. Mindkét izotóp a csillagokban lezajló nukleoszintézis keletkezik az oxigénégés és a szilíciumégés által. Mindketten 3/2-es magspinnel bírnak, ezért NMR-spektroszkópiában használhatóak, azonban, mivel a magspin nagyobb 1/2-nél a magtöltés eloszlása nem gömbszimmetrikus, és ez magkvadrupól-momentumot és a kvadrupólrelaxációnak köszönhetően rezonanciaszélesedést eredményez, korlátozva a módszer hatékonyságát. A többi klórizotóp mind radioaktív, melyek felezési ideje túl rövid ahhoz, hogy a természetben primordiális elemként forduljanak elő. Ezek közül laboratóriumban a 36Cl (t1/2 = 3.0×105 év) és a 38Cl (t1/2 = 37.2 perc) a leggyakrabban használt, melyeket a természetes klór neutronaktivációjával lehet előállítani.
A klór legstabilabb radioaktív izotópja a 36Cl. A 35Cl-nál könnyebb klórizotópok általában elektronbefogással kénizotópokká, a 37Cl-nál nehezebbek béta-bomlással argonizotópokká bomlanak. A 36Cl mindkét módon bomolhat stabil 36S-re, vagy 36Ar-ra. A 36Cl nyomokban előfordul a természetben, főként a 36Ar izotópból keletkezik a légkörben, a kozmikus sugárzás hatására.

## Kémiai tulajdonságok és vegyületek
| X  | XX  | HX  | BX3 | AlX3 | CX4 |
| -- | --- | --- | --- | ---- | --- |
| F  | 159 | 574 | 645 | 582  | 456 |
| Cl | 243 | 428 | 444 | 427  | 327 |
| Br | 193 | 363 | 368 | 360  | 272 |
| I  | 151 | 294 | 272 | 285  | 239 |

A klór reaktivitását tekintve a fluor és a bróm között helyezkedik el és a legreaktívabb elemek közé tartozik. A klór gyengébb oxidálószer, mint a fluor, de a brómnál és a jódnál erősebb. Ez a X2/X− párok standard elektródpotenciál értékeiből is látható (F: +2.866 V; Cl: +1.395 V; Br: +1.087 V; I: +0.615 V; At: kb. +0.3 V). A kötési energiákban azonban nem figyelhető meg ez a tendencia, mivel a fluor egyedülálló a kis mérete, kis polarizálhatósága és a kötésekhez elérhető mélyen elhelyezkedő d-orbitálok hiánya miatt. Egy másik jelentős különbség, hogy a klór számos vegyületében megtalálható pozitív oxidációs állapotban, míg a fluornak nincsenek ilyen vegyületei. A klórozás gyakran magasabb oxidációs állapothoz vezet, mint a brómozás, vagy a jódozás, de alacsonyabbhoz a fluorozásnál. A klór hajlamos a M–M, M–H, vagy M–C kötéseket tartalmazó vegyületekkel reagálni M-Cl kötés képződése közben.
Az ( 1⁄2O2/H2O) = +1.229 V standardpotenciál értéket tekintve azt várhatnánk, hogy a klór képes a víz oxigénjét oxidálni elemi oxigénné és hidrogén-kloriddá. A reakció kinetikája azonban kedvezőtlen, ami a túlfeszültség jelenségével függ össze, és ezért a kloridok vizes oldatának elektrolízisekor klórgáz fejlődik, nem pedig oxigén.

### Hidrogén-klorid

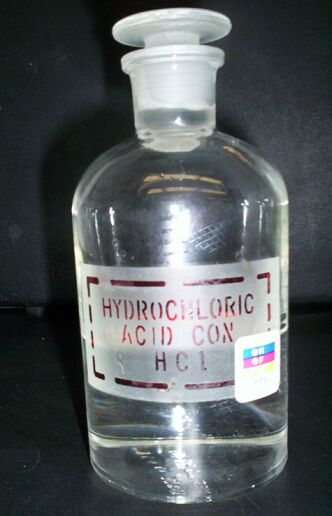
Sósav

A legegyszerűbb klórvegyület a hidrogén-klorid, amely gáz formában, vagy vízben oldva sósav formájában is fontos vegyszer az iparban és a laboratóriumban egyaránt. A hidrogén-kloridot gyakran állítják elő hidrogén klórgázban való égetésével katalizátor használata nélkül, vagy nyerik a szénhidrogének klórozásának melléktermékeként. A hagyományos „salt-cake” nevű eljárásban nátrium-kloridot reagáltatnak tömény kénsavval, hogy hidrogén-klorid gázt nyerjenek:
NaCl + H2SO4 → NaHSO4 + HCl (150 °C)
NaCl + NaHSO4 → Na2SO4 + HCl (540–600 °C)
Kisebb mennyiségben laboratóriumban előállítható a HCl-gáz, ha tömény sósavat tömény kénsavval reagáltatnak. A deutérium-klorid leghatékonyabban benzoil-klorid és nehézvíz (D2O) reakciójával állítható elő.

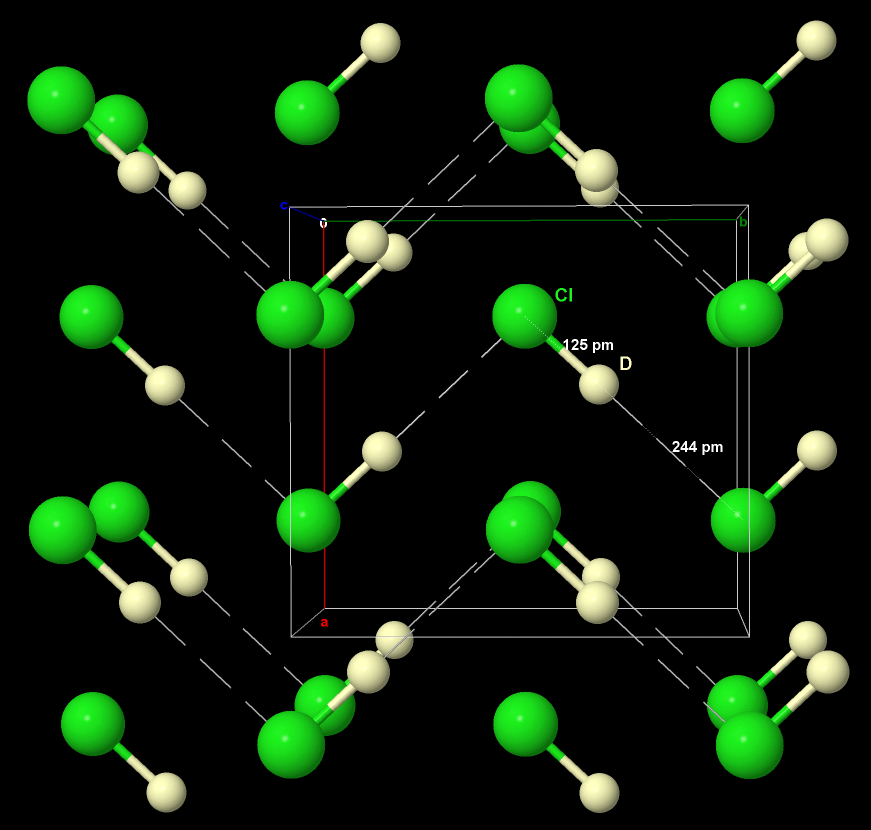
A szilárd deutérium-klorid szerkezete, D···Cl hidrogénkötésekkel

A hidrogén-klorid standardállapotban színtelen, szúrós szagú gáz, úgy mint a többi hidrogén-halogenid a hidrogén-fluorid kivételével, mert a molekulái között nem alakulnak ki hidrogénkötések. Alacsony hőmérsékleten viszont a szilárd hidrogén-klorid kristályokban a molekulák gyenge hidrogénkötések kialakításával cikk-cakk láncokat alkotnak, amelyek hasonlóak a szilárd hidrogén-fluoridban létrejövő szerkezethez. A hőmérséklet emelésével azonban a rendezetlenség jelentősen nő. A hidrogén-klorid vizes oldata, a sósav erős sav (pKa = −7), mivel a vizes oldatban kialakuló gyenge O-H···Cl hidrogénkötések túl gyengék ahhoz, hogy megakadályozzák a teljes ionos disszociációt. A sósav, mint a HCl és H2O kétkomponensű keveréke állandó (108,6 °C) forráspontú azeotrópos elegyet képez 20,2% HCl tartalom esetén, ezért desztillációval nem lehet ennél töményebb oldatot előállítani. A sósavnak négy állandó kristályosodási eutektikus pontja van, ezek a kristályos formák a HCl·H2O (68% HCl), HCl·2H2O (51% HCl), HCl·3H2O (41% HCl), HCl·6H2O (25% HCl) és a jég (0% HCl). Ezeken kívül létezik még egy metastabil eutektikus pont is 24,8%-es összetételnél a jég és a HCl·3H2O kristályforma között. Az 1:1 aránynál nagyobb töménységű elegy két külön folyadékfázisra válik szét.

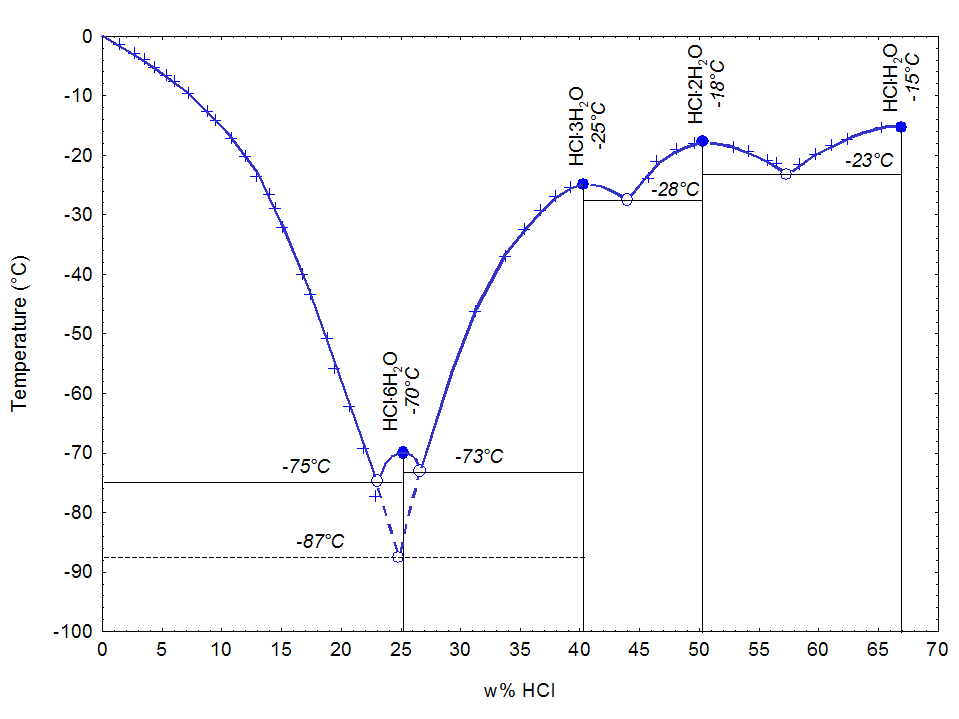
A HCl vizes oldatának olvadáspontja a koncentráció függvényében.

A hidrogén-fluoriddal szemben a vízmentes, cseppfolyós hidrogén-klorid kevésbé használható oldószerként, ami a fizikai tulajdonságai közül különösen az alacsony olvadáspontból, a folyadék halmazállapot kis hőmérséklet-tartományából, a kis dielektromos állandóból és az elhanyagolható mértékű H2Cl+ és HCl−2 ionokra való öndisszociációból következik. Ez utóbbi oka, hogy a HCl−2 ion sokkal kevésbé stabil, mint a bifluoridion (HF−2), a hidrogén és klóratomok közt kialakuló nagyon gyenge hidrogénkötések miatt, bár nagy méretű és gyengén polarizáló kationokkal, például céziumionnal, vagy kvaterner ammónium kationnal előállíthatók sói. A vízmentes hidrogén-klorid gyenge oldószer, mindössze kisebb molekulavegyületeket (pl.: nitrozil-klorid, fenol) vagy kis rácsenergiájú sókat (pl. tetraalkil-ammónium-halogenidek) képes feloldani. Könnyedén protonálja a nemkötő elektronpárt, vagy π-kötéseket tartalmazó elektrofileket. Szolvolitikus folyamatok, ligandumhelyettesítési és oxidációs reakciók is jól ismertek hidrogén-klorid oldatban:
Ph3SnCl + HCl → Ph2SnCl2 + PhH (szolvolízis)
Ph3COH + 3 HCl → Ph3C+HCl−2 + H3O+Cl− (szolvolízis)
Me4N+HCl−2 + BCl3 → Me4N+BCl−4 + HCl (ligandumhelyettesítés)
PCl3 + Cl2 + HCl → PCl+4HCl−2 (oxidáció)

### Más egyszerű kloridok

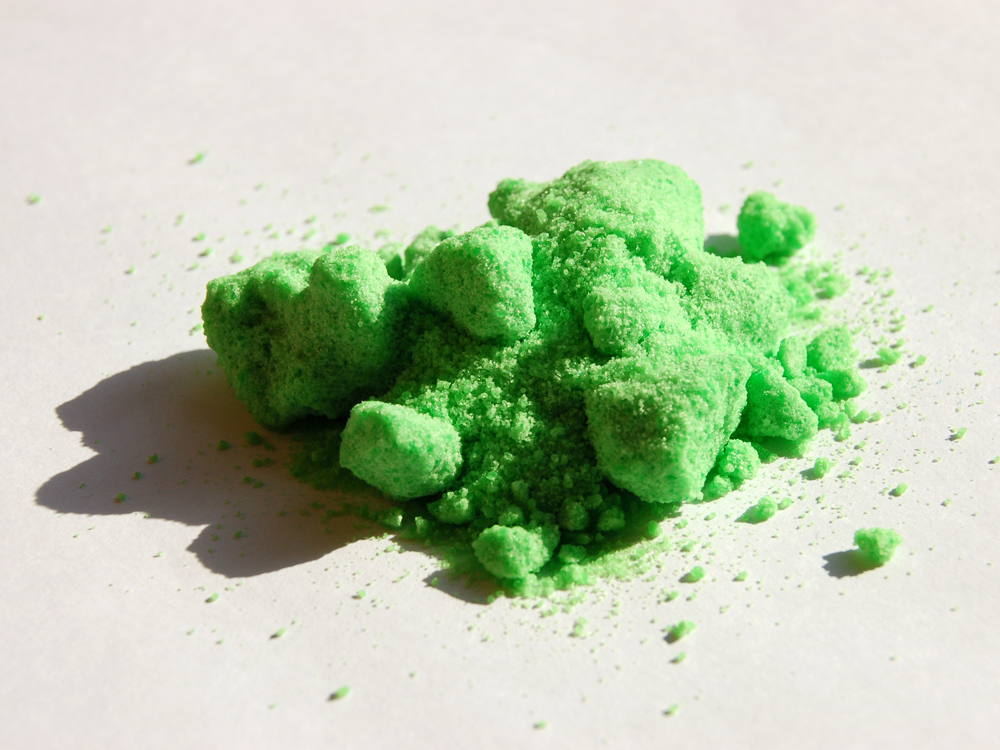
Hidratált nikkel(II)-klorid, NiCl_{2}(H_{2}O)_{6}.

A periódusos rendszer majdnem minden eleme alkot kloridokat. Kivételt képeznek a nemesgázok a xenont leszámítva (XeCl2, XeCl4), melyek közömbösségük miatt nem vihetők reakcióba; a nukleárisan instabil nehezebb elemek, melyek elbomlanak mielőtt kémiai vizsgálatnak tehetnék ki őket, illetve a fluor és az oxigén, melyek ugyan alkotnak vegyületeket a klórral, de ezek a fluor és oxigén nagyobb elektronegativitása miatt fluoridoknak, vagy oxidoknak minősülnek.
A fémek Cl2-al való klórozása általában magasabb oxidációs állapotot eredményez, mint a Br2-al való brómozás, amikor több oxidációs állapot is lehetséges. Erre példa a molibdén reakciója elemi klórral és brómmal, ahol MoCl5 és MoBr3 keletkezik. A kloridok előállíthatók az elemek, vagy oxidjaik, hidroxidjaik és karbonátjaik sósavval való reakciójával, majd enyhe melegítéssel, alacsony nyomáson, vagy vízmentes hidrogén-klorid gázzal dehidratálhatóak. Ezek a módszerek akkor működnek a legjobban ha a keletkező klorid stabil a hidrolízissel szemben. Más esetben valamilyen száraz eljárást kell alkalmazni, gyakran magas hőmérsékleten. A lehetőségek közt szerepel az elem magas hőmérsékletű oxidatív klórozása klórral, vagy hidrogén-kloriddal. Abban az esetben, ha egynél több oxidációs állapot lehetséges, néha előfordul, hogy elemi klórral oxidálva a nagyobb, hidrogén-kloriddal pedig a kisebb oxidációs számú vegyület keletkezik, például a vas esetén:
Fe + 3⁄2 Cl2 → FeCl3
Fe + 2 HCl → FeCl2 + H2
További eljárásokat jelent a fém-oxidok, vagy más fém-halogenidek magas hőmérsékletű klórozása klórral, illékony fém-kloriddal, szén-tetrakloriddal, vagy egy szerves kloriddal. Például a cirkónium-dioxid klórral standard körülmények közt reagál és cirkónium-tetraklorid keletkezik, vagy az urán-trioxid reagál a hexaklórpropénnel urán-tetraklorid keletkezése mellett. Ez utóbbi esetben oxidációsszám-csökkenés is végbemegy, ami elérhető még a magasabb oxidációs számú klorid hidrogénnel, vagy fémmel való redukciójával, esetleg termikus disszociációval, vagy diszproporcióval:
EuCl3 + 1⁄2 H2 → EuCl2 + HCl
ReCl5 → ReCl3 + Cl2 (500 °C)
AuCl3 → AuCl + Cl2 (160 °C)
Az alkáli- és alkáliföldfémek, valamint az aktinoidák és lantanoidák +2-es és +3-as vegyértékű kloridjainak többsége ionos, míg a nemfémek és a fémek +3-as oxidációs állapottól felfelé kovalens kloridokat alkotnak. Az ezüst-klorid vízben gyakorlatilag oldhatatlan, ezért az analitikában gyakran alkalmazzák kloridok kimutatására.

### Poliklorid ionok
Bár a klór erős oxidálószer nagy ionizációs energiával, de extrém körülmények között oxidálható a Cl+2 kationná. Ez a kation igen instabil és eddig csak az elektromágneses spektrumát figyelték meg, amikor kisnyomású kisülési csőben sikerült előállítani. A sárga színű Cl+3 kation ennél stabilabb és a következő módon lehet előállítani:
Cl2 + ClF + AsF5 → Cl+3AsF−6 (78°C)
A reakciót az oxidáló arzén-pentafluorid oldószerben viszik véghez. A trijodiddal analóg szerkezetű triklorid aniont (Cl−3) is jellemezték már.

### Fluoridok
A klór fluorral háromféle interhalogén vegyületet alkot (ClF, ClF3 és ClF5), melyek mindegyike diamágneses. Ezeknek néhány kation-, vagy anionszármazéka is ismert, mint például a ClF−2, ClF−4, ClF+2, vagy a Cl2F+. A klór néhány pszeudohalogén-csoporttal alkotott vegyülete is ismert, például a cianogén-klorid (ClCN), a klór-cianát (ClNCO), a klór-tiocianát (ClSCN) és a klór-azid (ClN3).
A klór-monofluorid (ClF) egy termikusan rendkívül stabil, színtelen gáz, melynek olvadáspontja −155,6 °C, forráspontja pedig −100,1 °C. Előállítható az elemek közvetlen reakciójával 225 °C-os hőmérsékleten, de a terméket meg kell tisztítani a melléktermék ClF3-tól és a kiindulási anyagoktól. A vegyület tulajdonságai átmenetet képeznek a klór és a fluor tulajdonságai között. Szobahőmérsékleten, vagy magasabb hőmérsékleten számos fémmel reagál fém-fluoridok és klór képződése mellett. Klór-fluorozó ágensként is viselkedhet többszörös kötést tartalmazó vegyület addíciós, vagy oxidációs reakcióiban: például megtámadja a szén-monoxidot karbonil-klorofluorid (COFCl) képződése mellett. Analóg módon reagál hexafluoracetonnal, kálium-fluorid katalizátor jelenlétében és heptafluorizopropil-hipokloritot képez; nitrilekkel (RCN-ből RCF2NCl2 ); és a kén-oxidokkal (SO2-ból és SO3-ból ClOSO2F és ClSO2F). Az -OH, vagy -NH csoportokat tartalmazó vegyületekkel (például a vízzel) exoterm reakcióba lép:
H2O + 2 ClF → 2 HF + Cl2O
A klór-trifluorid (ClF3) színtelen gáz, olvadáspontja −76,3 °C, forráspontja 11,8 °C. Szobahőmérsékleten nyomás alatt halvány sárgászöld folyadékká kondenzálódik, jellemzően ilyen formában kerül kereskedelmi forgalomba. Előállítása közvetlenül klórgáz, vagy klór-monofluorid fluorozásával, 200–300 °C-on korrózióálló, nikkelből (vagy Ni-Cu 67%-30% ötvözetből) készült edényben történik. A klór-trifluorid az egyik legreakcióképesebb ismert vegyület, már közönséges körülmények között is hevesen reagál olyan, egyébként inertnek tartott anyagokkal, mint az azbeszt, a beton, vagy a homok. Vízzel és a legtöbb szerves vegyülettel robbanásszerűen reagál. Spontán égés következik be hidrogénnel, káliummal, foszforral, arzénnel, antimonnal, kénnel, szelénnel, tellúrral, brómmal, jóddal és por alakú molibdénnel, volfrámmal, ródiummal, irídiummal és vassal. A nátrium, magnézium, alumínium, cink, ón és ezüst felületén áthatolhatatlan fluoridréteget képez és ez megállítja a reakciót, de hevítés hatására folytatódik a reakció. Magasabb hőmérsékleten megtámadja a palládiumot, a platinát és az aranyat, sőt még a xenont és radont is fluorozza.
A klór-trifluorid tárolására jellemzően nikkel tartályokat használnak, mivel a nikkel passzív nikkel-fluorid réteg képződése miatt ellenálló vele szemben. Hidrazinnal való reakcióját, amely során hidrogén-fluorid, nitrogén és klórgáz fejlődik kísérleti rakétamotorokban használták. Mivel a legtöbb szerkezeti anyagot spontán meggyújtja, a második világháború során a Náci Németországban gyújtóbombaként alkalmazták. Ma a vegyületet főként az urándúsításban urán-hexafluorid előállítására, illetve a nukleáris fűtőanyagok újrafeldolgozásakor az urán plutóniumtól való elválasztására használják. A folyékony klór-trifluorid fluoridion-donorként és -akceptorként is viselkedhet (Lewis-bázis vagy Lewis-sav), viszont nincs arra bizonyíték, hogy öndisszociáció útján számottevő mértékben ClF+2 és ClF−4 ionokká alakul.
A klór-pentafluoridot (ClF5) nagyobb mennyiségben a klór feleslegben vett fluorgázzal való közvetlen fluorozásával 350 °C 250 atm nyomáson; kisebb mennyiségben pedig fém-kloridok 100–300 °C-on fluorgázzal való reakciójával állítják elő. Olvadáspontja −103 °C, forráspontja −13,1 °C. Nagyon erős fluorozószer, bár a klór-trifluoridnál gyengébb. A klór-trifluoridnak csak néhány sajátos sztöchiometriájú reakcióját közölték. Az arzén-pentafluorid és az antimon-pentafluorid ionos adduktumot képez vele, melyek szerkezete [ClF4]+[MF6]− (M = As, Sb), vízzel pedig hevesen reagál hidrogén-fluorid és FClO2 keletkezése közben:
2 H2O + ClF5 → 4 HF + FClO2
A termék kloril-fluorid az öt ismert klór-oxid-fluorid egyike. Ezek a vegyületek a termikusan instabil FClO-tól a kémiailag meglehetősen inert FClO3-ig terjednek. A többi oxid fluorid a FClO2, F3ClO, és a F3ClO2 összetételű vegyület.
Mind az öt vegyület szerkezetileg és kémiailag is a klór-fluoridokra hasonlít, több közülük Lewis-savként, vagy bázisként viselkedhet attól függően, hogy fluoridion leadására, vagy felvételére képesek, emellett erős oxidáló- és fluorozószerek is.

### Klór-oxidok

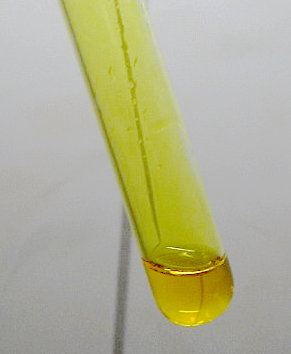
Sárga színű klór-dioxid (ClO_{2}) gáz klór-dioxid oldat felett

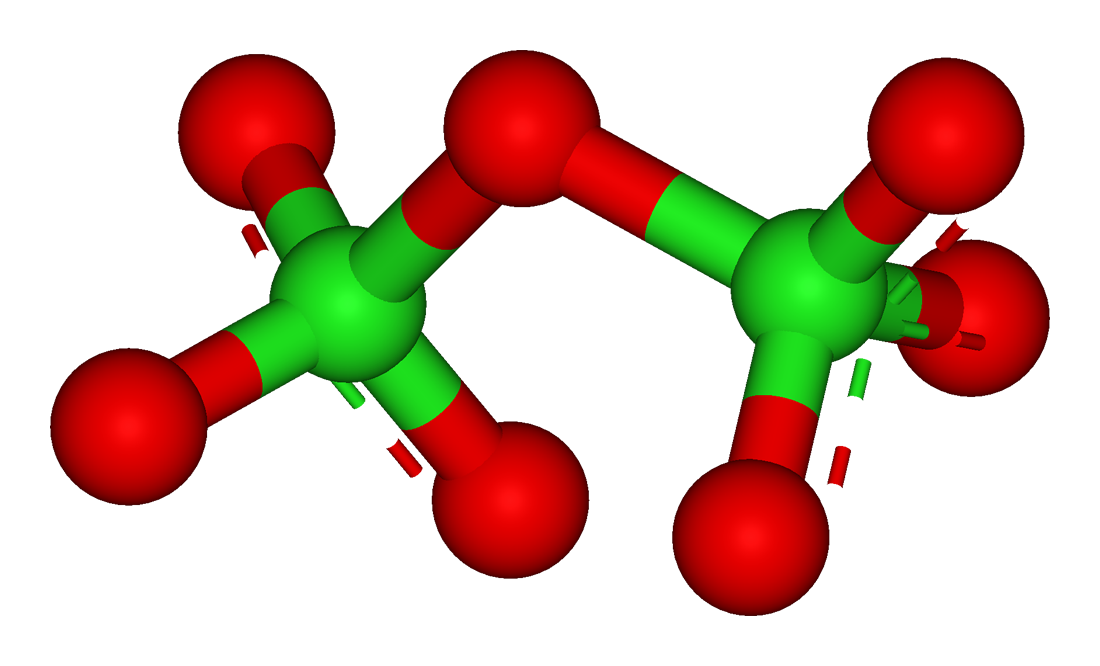
A diklór-heptoxid (Cl_{2}O_{7}), a legstabilabb klór-oxid szerkezete

A klór oxidjait instabilitásuk ellenére (mindegyik endoterm vegyület, melyek képződési entalpiája nagy pozitív érték) nagyon részletesen tanulmányozták. Fontosságukat annak köszönhetik, hogy a fluorozott-klórozott szénhidrogének fotolízisekor keletkeznek a felsőbb légrétegekben és károsítják az ózonréteget. Egyik klór-oxid sem állítható elő az elemek közvetlen reakciójával.
A diklór-monoxid (Cl2O) standard körülmények között barnássárga gáz (szilárd vagy folyékony állapotban vörösesbarna), amelyet a klórgáz higany(II)-oxiddal való reagáltatásával lehet előállítani. A diklór-monoxid nagyon jól oldódik vízben, vizes oldatban hipoklórossavval (HOCl) tart fenn egyensúlyt, amely anhidridjének tekinthető. Emiatt a vegyület hatékony fehérítő és gyakran használják hipokloritok előállítására. Hő, vagy szikra hatására, illetve ammóniagáz jelenlétében felrobban.
A klór-dioxidot (ClO2) az első ismert klór-oxidot Humphry Davy fedezte fel 1811-ben. Standard körülmények közt sárga színű (szilárd vagy folyékony állapotban mélyvörös színű) paramágneses gáz, ami a páratlan számú elektronja alapján várható is. Dimerizációval szemben stabil, mivel a párosítatlan elektronja hajlamos a delokalizációra. Folyadékállapotban −40 °C fölötti hőmérsékleten robban, a gáz pedig szobahőmérsékleten már akkor is felrobbanhat, ha a nyomás 6,7 kPa fölé emelkedik. Ezek miatt csak kis koncentrációkban szabad előállítani, ennek ellenére nagy mennyiségben alkalmazzák facellulóz fehérítésére és víztisztításra. Előállítása általában nátrium klorát nátrium-kloriddal, savas közegben történő redukciójával történik, a reakció formálisan a következőként írható fel:
ClO−3 + Cl− + 2 H+ → ClO2 + 1⁄2 Cl2 + H2O
A klór-dioxid erélyes oxidálószerként viselkedik a legtöbb szerves s szervetlen anyaggal szemben, könnyedén reagál a kénnel, a foszforral, a foszfor-trihalogenidekkel, és a kálium-tetrahidro-boráttal. Vízben hőfejlődés közben oldódik és sötétzöld oldat keletkezik, ami sötétben nagyon lassan bomlik. Alacsony hőmérsékleten ClO2·nH2O (n ≈ 6–10) összetételű kristályos klatrátvegyület válik ki. Fény hatására azonban ezek az oldatok gyors fotolízisen mennek keresztül és klórossav és sósav keveréke keletkezik.
A diszkrét ClO2 molekulák UV-fény hatására bekövetkező fotolízisekor ClO- és ClOO-gyökök képződnek, míg szobahőmérsékleten főként elemi klór, oxigén, valamint némi ClO3 és Cl2O6 képződik.A szilárd klór-dioxid −78 °C-on végbemenő fotolízisekor Cl2O3 is képződik, egy sötétbarna szilárd anyag, ami 0 °C fölött felrobban. A ClO-gyök környezeti szempontból különösen káros, mivel a sztratoszférában található ózon fogyásához vezet:
Cl• + O3 → ClO• + O2
ClO• + O• → Cl• + O2
A klór-perklorát (ClOClO3) standard körülmények között halványsárga folyadék, ami a ClO2-nál is kevésbé stabil vegyület, szobahőmérsékleten elemi klórra, oxigénre és diklór-hexaoxidra (Cl2O6) bomlik. A klór-perklorát a perklórsav klórszármazékának tekinthető, hasonlóan sok más oxosav termikusan instabil klórszármazékához, például a klór-nitrát (ClONO2, nagyon reaktív és robbanékony), vagy a klór-fluoroszulfát (ClOSO2F, stabilabb, de szintén erősen reaktív és nedvességérzékeny). A diklór-hexaoxid sötétvörös folyadék, amely −180 °C-on megfagyva sárga színű szilárd anyaggá alakul. A diklór-hexaoxid előállítására a legjobb módszer a klór-dioxid reagáltatása ózonnal. Korábban a klór-trioxid dimerjének gondolták, de röntgendiffrakciós vizsgálatokkal megállapították, hogy szerkezete valójában ionos ([ClO2]+[ClO4]−). Vízben klórsav és perklórsav keverékére hidrolizál, vízmentes hidrogén-fluoridban pedig egy egyensúlyi folyamat alakul ki.
A diklór-heptoxid (Cl2O7) a perklórsav anhidridje és könnyedén előállítható úgy, hogy perklórsavból −10 °C-on foszforsavból elvonjuk a vizet, majd −35 °C-on és csökkentett nyomáson (1 mmHg) desztilláljuk. A diklór-heptoxid ütésre érzékeny, színtelen, olajszerű folyadék. A klór-oxidok közül a legkevésbé reakcióképes és szobahőmérsékleten nem gyújtja meg a szerves vegyületeket. Vízben, vagy alkálifém-lúgokban oldva visszaalakul perklórsavvá, vagy perklorátokká. Termikus bomlása azonban robbanásszerű lehet, ami a központi Cl−O kötés felhasadásával kezdődik ClO3- és ClO4-gyököket eredményezve, amelyek azonnal elemeikre bomlanak.

### Oxosavak és sóik
| E°(pár)     | a(H+) = 1 (savoldat) | E°(pár)     | a(OH−) = 1 (lúgoldat) |
| ----------- | -------------------- | ----------- | --------------------- |
| Cl2/Cl−     | +1,358               | Cl2/Cl−     | +1,358                |
| HOCl/Cl−    | +1,484               | ClO−/Cl−    | +0,890                |
| ClO−3/Cl−   | +1,459               |             |                       |
| HOCl/Cl2    | +1,630               | ClO−/Cl2    | +0,421                |
| HClO2/Cl2   | +1,659               |             |                       |
| ClO−3/Cl2   | +1,468               |             |                       |
| ClO−4/Cl2   | +1,277               |             |                       |
| HClO2/HOCl  | +1,701               | ClO−2/ClO−  | +0,681                |
|             |                      | ClO−3/ClO−  | +0,488                |
| ClO−3/HClO2 | +1,181               | ClO−3/ClO−2 | +0,295                |
| ClO−4/ClO−3 | +1,201               | ClO−4/ClO−3 | +0,374                |

A klórnak négy oxosava van: a hipoklórossav (HOCl), a klórossav (HOClO), a klórsav (HOClO2) és a perklórsav (HOClO3). Ahogy a táblázatban szereplő redoxipotenciál értékekből is látható, a klór savas oldatokban sokkal kevésbé hajlamos a diszproporcióra, mint bázikus oldatokban:
| Cl2 + H2O   | ⇌ HOCl + H+ + Cl−  | Ksavas oldat = 4,2·10−4 |
| Cl2 + 2 OH− | ⇌ OCl− + H2O + Cl− | Klúgos oldat = 7,5·1015 |

A hipoklorition tovább diszproporcionálódik kloriddá és kloráttá (3 ClO− ⇌ 2 Cl− + ClO−3), de ez a reakció 70 °C alatti hőmérsékleten igen lassú. A klorát maga is diszproporcionálódhat kloridra és perklorátra (4 ClO−3 ⇌ Cl− + 3 ClO−4), de a reakció még 100 °C-on is nagyon lassú. Általánosságban elmondható, hogy a reakciók sebessége párhuzamosan nő a klór oxidációs állapotának csökkenésével. A klór-oxosavak saverőssége az oxidációs szám növekedésével rohamosan nő, ennek magyarázata az hogy minél több oxigénatom van a molekulában, a visszamaradó negatív töltés annál nagyobb anionon oszlik el, csökkentve ezzel a protonra ható elektrosztatikus vonzóerőt.
A legtöbb klór-oxosav előállítható ezeknek a diszproporciós reakcióknak a kihasználásával. A hipoklórossav erősen reaktív és instabil, sóit, a hipokloritokat fehérítésre és fertőtlenítésre használják. Igen erős oxidálószerek és készségesen reagálnak különféle szervetlen vegyületekkel, ionokkal általában egy oxigénatom átadásával. A klórossav még kevésbé stabilis és nem lehet izolálni, de a vizes klór-dioxid oldat bomlásakor keletkezik. A nátriummal alkotott sója, a nátrium-klorit viszont stabil és textilek fehérítésére, vagy színtelenítésére, oxidálószerként, illetve klór-dioxid előállítására használják. A klórsav erős sav és hideg vízben 30%-os koncentrációig elegendően stabil, de melegítés hatására klór és klór-dioxid képződik belőle. Csökkentett nyomáson bepárolva tovább lehet növelni a koncentrációját 40%-ig, de ezután már perklórsavra, klórra, vízre, oxigénre és klór-dioxidra bomlik. Legfontosabb sója a nátrium-klorát, melyet főként a papírfehérítéséhez szükséges klór-dioxid előállítására használnak. A klorátok kloridra és oxigénre való bomlása gyakran alkalmazott laboratóriumi módszer kis mennyiségű oxigén fejlesztésére. A kloridok és klorátok szinproporciója során klórgáz fejlődhet a következők szerint:
ClO−3 + 5 Cl− + 6 H+ → 3 Cl2 + 3 H2O
A perklórsav és a perklorátok a klór legstabilabb oxovegyületei, összhangban azzal a ténnyel, hogy a klórvegyületek közül a legalacsonyabb (−1) és legmagasabb (+7) oxidációs állapotúak a legstabilabbak. A perklórsav és a perklorátok vizes oldatai szobahőmérsékleten nem különösebben reaktívak a reakcióikhoz szükséges nagy aktivitási energia miatt, de melegítés hatására erélyes oxidálószerként kezdenek viselkedni, ezért különös odafigyeléssel kell lenni a perklorátokkal való munka során. A perklorátokat iparilag nátrium-klorát elektrolitikus oxidációjával állítják elő, a perklórsavat pedig vízmentes nátrium-perklorát, vagy bárium-perklorát tömény sósavval való reakciójával gyártják, majd a keletkező kloridcsapadék leszűrésével és a szűrlet desztillációjával töményítik. A vízmentes perklórsav szobahőmérsékleten színtelen, könnyen folyó, ütésre érzékeny folyadék, ami a legtöbb szerves vegyülettel való érintkezés hatására felrobban, a hidrogén-jodidot és a tionil-kloridot lángra lobbanja és még az ezüstöt és aranyat is oxidálja. Bár a perklorátion gyengébb ligandum, mint a víz, de azért néhány ClO−4-ot tartalmazó komplex vegyület ismert.

### Szerves klórvegyületek

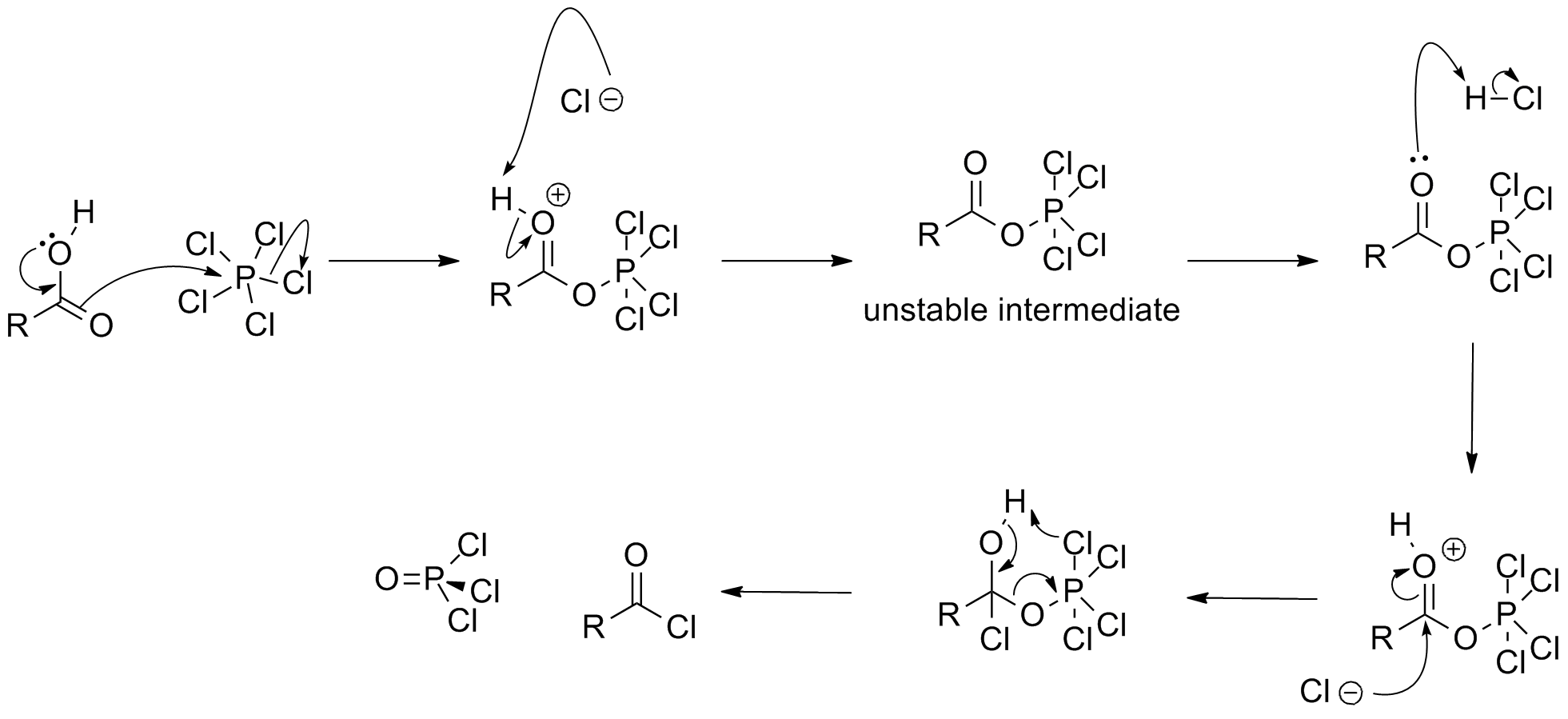
Karbonsav foszfor-pentakloriddal acil-kloriddá történő klórozásának javasolt mechanizmusa

A többi szén-halogén kötéshez hasonlóan a szén-klór kötés is gyakori funkciós csoport és a szerves kémia központi részét képezi. Formálisan ezt a funkciós csoportot tartalmazó vegyületeket a kloridion szerves származékainak tekinthetjük. A klór és a szén elektronegativitása közti különbség miatt (3,16 és 2,55) a klór kapcsolódó szénatom elektronhiányos és ezért elektrofil. A klórozás a szénhidrogének számos tulajdonságát megváltoztatja: a klórozott szénhidrogének jellemzően sűrűbbek a víznél a klór hidrogénnél nagyobb atomtömege miatt, az alifás szerves fluorvegyületek pedig alkilezőszerek, mert a klorid távozó csoport.
Az alkánok és az aril-alkánok UV-fény segítségével szabad gyökös mechanizmusú reakcióban klórozhatók. Azonban a klórozás mértékét nehéz szabályozni: a reakció nem regioszelektív és gyakran különböző mértékben klórozott vegyületek izomerjeinek a keveréke keletkezik, de ez nem okoz gondot, ha a termékek könnyen elválaszthatók egymástól. Aromás kloridokat elő lehet állítani Friedel–Crafts-halogénezéssel, klórt és egy Lewis-sav katalizátort használva. A haloform reakció során metil-ketonokból klór és nátrium-hidroxid hatására kloroform képződik. A klór a többszörös kötéseket tartalmazó alkénekkel és alkinekkel addíciós reakcióban egyesül és di-, vagy tetraklór-vegyületet képez. Az elemi klór nagy reaktivitása és drágasága miatt a szerves klórvegyületeket gyakrabban állítják elő hidrogén-kloriddal, vagy olyan klórozószerekkel, mint a foszfor-pentaklorid (PCl5), vagy a tionil-klorid (SOCl2). Ez utóbbi használata nagyon kényelmes a laboratóriumban, mivel minden melléktermék gáz halmazállapotú, ezért nem szükséges a termék desztillációval való tisztítása.
Számos szerves klórvegyületet izoláltak különféle természetes forrásokból a baktériumoktól kezdve egész az emberig. Ezek a szerves klórvegyületek a biomolekulák majdnem minden csoportjában megtalálhatóak, köztük az alkaloidokban, a terpénekben, az aminosavakban, a flavonoidokban, a szteroidokban és a zsírsavakban. Klórtartalmú szerves vegyületek, például klórozott dioxinok keletkezhetnek a természetben magas hőmérsékletű környezetben, például erdőtüzek során. Emellett több egyszerű klórozott szénhidrogént, köztük diklórmetánt, kloroformot és szén-tetrakloridot sikerült tengeri algákból kinyerni. A környezetben megtalálható klórmetán nagy része természetes úton, biológiai bomlás során, vagy erdőtüzekben, vulkánokban keletkezik.
A szerves klórvegyületek néhány típusa erősen mérgező lehet a növények és állatok – köztük az ember számára is. A szerves anyagok klór jelenlétében történő égésekor keletkező dioxinok és egyes rovarölők, például a DDT tartósan megmaradó szerves szennyezők és a környezetbe engedve veszélyt jelentenek. Például a 20. század közepén széles körben rovarirtásra használt DDT felhalmozódik a táplálékláncokban és egyes madárfajoknál reproduktív problémákat okozhatnak (pl.: tojáshéj elvékonyodása). A C-Cl kötés homolitikus felhasadása miatt a magaslégkörben UV-fény hatására klórgyökök képződnek, melyek reakcióba lépnek az ózonnal. Az ózonrétegre való káros hatásuk miatt ma már korlátozva van a CFC-gázok használata.

## Előfordulás

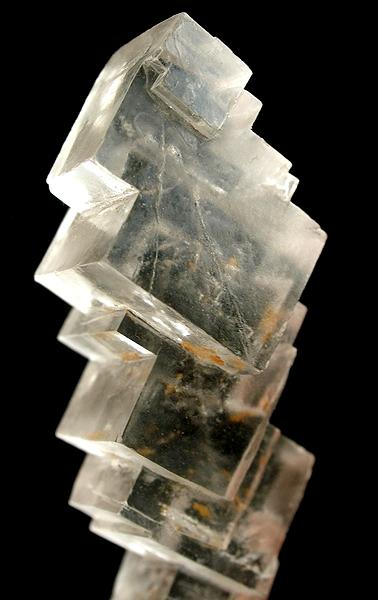
Kősókristály

A klór nagy reaktivitása miatt elemi állapotban csak extrém körülmények közt fordul elő a természetben, például vulkáni gázokban, vagy az ózonrétegben, ahol a CFC-molekulákról leszakadva hozzájárul az ózonréteg elvékonyodásához. Anionja, a kloridion viszont sói formájában rendkívül gyakori a Földön. A kontinentális földkéregben a 19-ik legnagyobb mennyiségben megtalálható elem, annak 145 ppm részét teszi ki. A legtöbb klorid jól oldódik vízben, ezért az óceánok és tengerek vizében hatalmas mennyiségben halmozódtak fel: a tengervíz tömegének 1,9%-át teszik ki a kloridionok, ez több, mint fele az összes sótartalomnak. Kisebb mennyiségben, de nagyobb koncentrációban a kloridion jelen van egyes földalatti sósforrásokban és szárazföldi tavak, például a Holt-tenger (8% NaCl, 13% MgCl2, 3,5% CaCl2) és a Nagy-Sóstó (23% NaCl) vizében.
A legfontosabb klórtartalmú ásványok közé tartozik a kősó (nátrium-klorid), a szilvin (kálium-klorid), a karnallit (KMgCl3 · 6 H2O), a bischofit (MgCl2 · 6 H2O) és a kainit (KMgCl (SO4) · 3 H2O). Nagy lerakódásaik alakultak ki elzáródott tengerrészek vizének elpárolgásakor. A vízből a kevésbé jól oldódó nátriumsók válnak ki előbb, és utána ennek a tetején a káliumsók, így réteges szerkezet alakul ki.
Nagyszámú természetes klórorganikus vegyület ismert (2002-ben ezek száma 2200 volt), legtöbbjüket tengeri élőlények, például hínárok, szivacsok, előgerinchúrosok és korallok szintetizálják. A szárazföldi állatok és növények ennél lényegesen kevesebb ilyen vegyületet termelnek. Szerves klórvegyületek képződhetnek vulkánkitörésekkor, illetve a biomassza égése során is.

## Előállítás

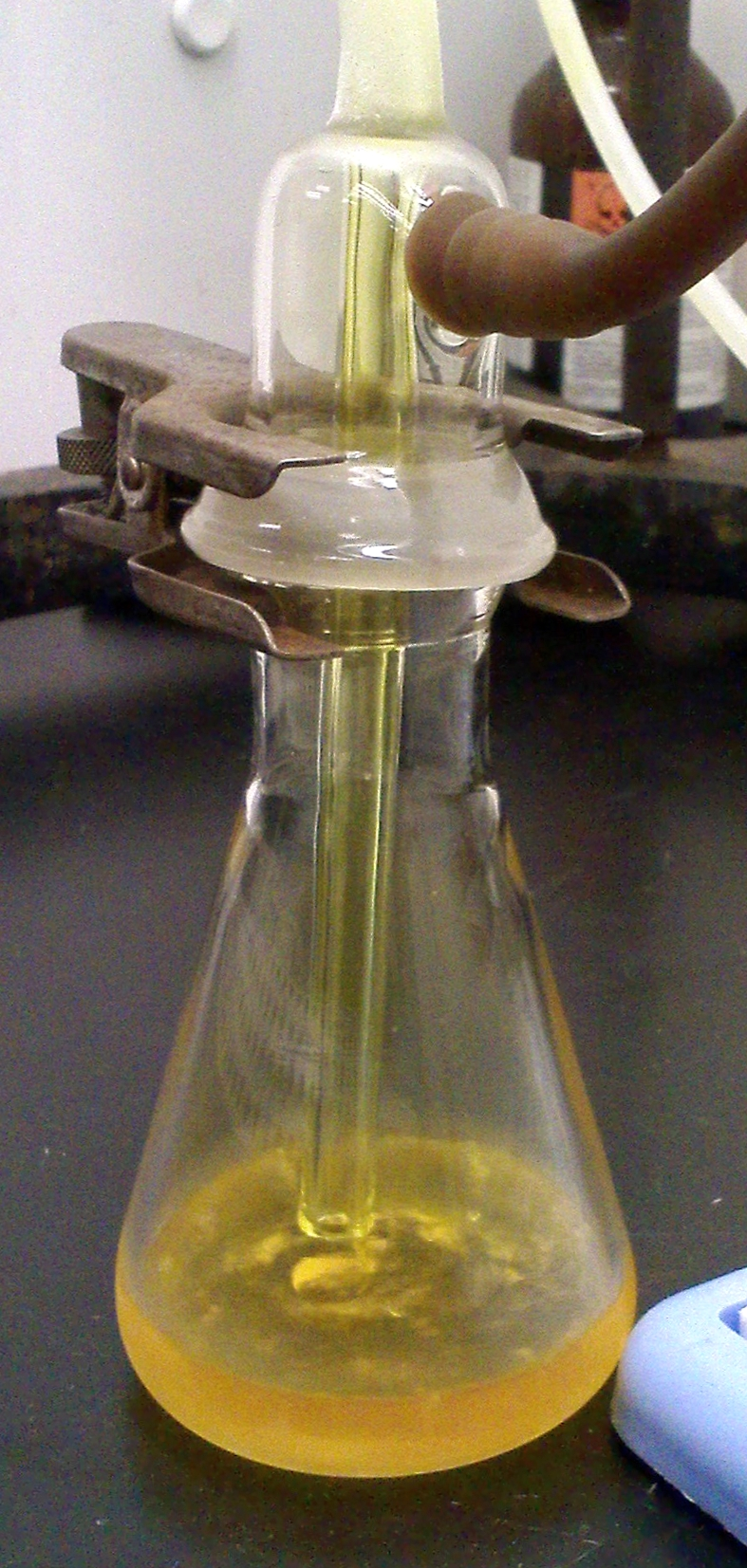
Folyékony klór egy lombikban

Kis mennyiségű klórgáz laboratóriumban előállítható gázfejlesztő készülékben tömény, levegőmentes sósavoldat nedvesített mangán-dioxidhoz, vagy kálium-permanganáthoz való cseppenkénti adagolásával. A gázfejlődést enyhe melegítéssel lehet szabályozni. Az így keletkező gázt vizes és tömény kénsavas gázmosón keresztülvezetve lehet szárítani.
2 KMnO4 + 8 HCl = 3 Cl2 + 2 KCl + 2 MnO2 + 4 H2O
4 HCl + MnO2 →  Cl2 + MnCl2 + 2 H2O
Az iparban a klór előállítása általában nátrium-klorid vizes oldatának elektrolízisével történik. Ez az eljárás, a klóralkáli-elektrolízis 1892-ben jelent meg az iparban, és ma is ebből származik az iparban előállított klór legnagyobb része. Az elektrolízis során a klór mellett hidrogéngáz és nátrium-hidroxid képződik, ez utóbbi a legértékesebb termék. Higanykatód alkalmazásakor nátrium fog keletkezni a hidrogén és nátrium-hidroxid helyett. A folyamat a következő reakcióegyenlet szerint megy végbe:
2 NaCl + 2 H2O → Cl2 + H2 + 2 NaOH
Az elektrolíziskor lejátszódó elektródfolyamatok:
- Katód: 2 H2O + 2 e− → H2 + 2 OH−
+ Anód: 2 Cl− → Cl2 + 2 e−

2 Cl− + 2 H2O    2e− > H2 + Cl2 + OH−
A diafragma-cellás elektrolízis során egy azbeszt (vagy polimer) diafragma választja el az anódot és katódot, megakadályozva, hogy az anódon fejlődő klór reakcióba lépjen a keletkező nátrium-hidroxiddal, vagy a katódon fejlődő hidrogénnel. A sóoldatot folyamatosan pótolják az anódcellába, ahonnan a diafragmán keresztül áramlik a katódhoz, ahol a nátrium-hidroxid képződik. A diafragmás eljárás során híg és némileg szennyezett alkáli-oldat termelődik, viszont a higanykatódos eljárásnál energiahatékonyabb és kevésbé környezetszennyező.
A membráncellás elektrolízis egy féligáteresztő membránt alkalmaz ioncserélőként. A telített nátrium-, vagy kálium-klorid-oldatot az anódnál adagolják, ahol a kloridionok klórgázzá oxidálódnak. A katódon a vízmolekulák redukciójával hidrogéngáz és hidroxidionok keletkeznek. Az anódtól a féligáteresztő membránon keresztül a nátriumionok at tudnak jutni a katódhoz, és ott a hidroxidionokkal egyesülnek NaOH-dá. Ezzel az eljárással nagyon tiszta nátrium-, vagy kálium-hidroxid oldat állítható elő, viszont megköveteli a nagyon tiszta és nagy koncentrációjú sóoldat alkalmazását.

Membráncellás elektrolízis

A Deacon-eljárásban a szerves klórvegyületek gyártásakor melléktermékként keletkező hidrogén-kloridból állítanak elő klórgázt oxigénnel való oxidáció útján:
2 HCl + ½ O2 → Cl2 + H2O
A reakció 450 °C-on megy végbe, és katalizátort igényel. Deacon ehhez réz(II)-kloridot használt, de azóta sok helyen átálltak króm-, vagy ruténiumalapú katalizátorokra. Az előállított klórt 450 g-tól 70 kg-ig terjedően különböző méretű palackokban hozzák forgalomba, emellett szállítják tartályokban (865 kg), tartálykocsikban (15 tonna úton; 27–90 tonna vasúton) és uszályokon (600–1200 tonna).

## Felhasználása
- fontos szerepet tölt be a műanyagiparban, a PVC egyik alkotóeleme
- a sósavat, és hipót az élet számos területén alkalmazzák (pl. mosószergyártás)
- ivóvíz fertőtlenítése, strandok és uszodák medencéinek fertőtlenítése, iparban felhasznált víz kezelése
- papírfehérítés
- harci gáz

## Élettani tulajdonságai
Az élő szervezetek számára létfontosságú elem a klór, a kloridionok sejt töltésének beállítását szolgálják. Az elemi klór igen mérgező, belélegezve roncsolja a tüdőt és a nyálkahártyát.

## Háztartási veszélyforrás
A klór otthoni körülmények között is keletkezhet sósav és hipó reakciójával:
{\displaystyle {\ce {NaOCl + 2HCl -> NaCl + H2O + Cl2}}}
Mivel az erősebb savak a gyenge savakat sójukból felszabadítják, a sósav a hipokloritból felszabadítja a hipoklórossavat, mely elbomlik: sósavas közegben vízre és klórra disszociál.
{\displaystyle {\ce {HOCl + HCl <=> H2O + Cl2}}}
Önmagában vízre és naszcensz oxigénre (azaz atomos oxigénre) bomlik.
{\displaystyle {\ce {HOCl <=> HCl + O}}}
Ez a reakció figyelhető meg akkor, ha például ecettel reagáltatjuk a hipót.
{\displaystyle {\ce {NaOCl + CH3COOH -> CH3COONa + HOCl}}}
Ennek elkerülése érdekében figyeljünk arra, hogy ne alkalmazzuk egy időben a két vegyszert, mivel képesek – párolgás hatására – a levegőben is összekeveredni, a keletkező klór pedig tüdővizenyőt okozhat. Mindig érdemes elolvasni az adott vegyszerre vonatkozó utasításokat a palack vagy doboz hátoldalán.

## Bibliográfia
- Greenwood, Norman N., Earnshaw, Alan. Chemistry of the Elements, 2nd, Butterworth-Heinemann (1997). ISBN 0-08-037941-9

## Fordítás
- Ez a szócikk részben vagy egészben  a   Chlorine című angol Wikipédia-szócikk ezen változatának fordításán alapul.  Az eredeti cikk szerkesztőit annak laptörténete sorolja fel. Ez a jelzés csupán a megfogalmazás eredetét és a szerzői jogokat jelzi, nem szolgál a cikkben szereplő információk forrásmegjelöléseként.